# Ернест Меннінг
Ернест Чарльз Меннінг (англ. Ernest Charles Manning, 20 вересня 1908, Карниф, Саскачеван —19 лютого 1996, Калгарі, Альберта) — політичний діяч і 8-й прем'єр канадської провінції Альберта в 1943–1968 роках.

## Біографія
В 1935 року був обраний до Законодавчої палати провінції Альберта, став Провінціальним Секретарем і Міністром промисловості та торгівлі. Після смерті прем'єра Вільяма Абергарта Меннінг очолив цю політичну силу партії.
Під час правління Меннінга, Альберта фактично стала однопартійною провінцією. Завдяки йому партія здобула сім перемог у виборах поспіль, у 1944–1967 роках, зазвичай з підтримкою понад 50%. Меннінг пішов у відставку з посади прем'єр-міністра Альберти 1968 року.
У 1940 році Меннінга призначено Канадським Сенатором, він обіймав цю посаду до 1984 року. Помер 19 лютого 1996.